# Oceanisch kampioenschap hockey 1999
De eerste editie van het Oceanisch kampioenschap hockey werd in 1999 gehouden. Zowel bij de mannen als de vrouwen deden enkel Australië en Nieuw-Zeeland mee en ze kwamen drie keer tegen elkaar uit. Het land met de meeste overwinningen werd kampioen en in beide gevallen was dit Australië. De mannen speelden hun wedstrijden in het Australische Brisbane, de vrouwen de eerste wedstrijd in Dunedin (Nieuw-Zeeland) en de andere twee in Sydney (Australië).

## Mannen
| Team          | GS | W | G | V | DV | DT | DS | Ptn |
| ------------- | -- | - | - | - | -- | -- | -- | --- |
| Australië     | 3  | 2 | 0 | 1 | 13 | 5  | +8 | 6   |
| Nieuw-Zeeland | 3  | 1 | 0 | 2 | 5  | 13 | -8 | 3   |

| 13 mei 1999 |       |               |          |
| Australië   | 5 – 2 | Nieuw-Zeeland | Brisbane |
|             |       |               | Brisbane |

| 15 mei 1999 |       |               |          |
| Australië   | 6 – 0 | Nieuw-Zeeland | Brisbane |
|             |       |               | Brisbane |

| 16 mei 1999 |       |               |          |
| Australië   | 2 – 3 | Nieuw-Zeeland | Brisbane |
|             |       |               | Brisbane |

Eindrangschikking
| Rang   | Land          |
| ------ | ------------- |
| Goud   | Australië     |
| Zilver | Nieuw-Zeeland |

## Vrouwen
| Team          | GS | W | G | V | DV | DT | DS | Ptn |
| ------------- | -- | - | - | - | -- | -- | -- | --- |
| Australië     | 3  | 3 | 0 | 0 | 7  | 0  | +7 | 6   |
| Nieuw-Zeeland | 3  | 0 | 0 | 3 | 0  | 7  | -7 | 0   |

| 8 september 1999 |       |           |         |
| Nieuw-Zeeland    | 0 – 1 | Australië | Dunedin |
|                  |       |           | Dunedin |

| 11 september 1999 |       |               |        |
| Australië         | 2 – 0 | Nieuw-Zeeland | Sydney |
|                   |       |               | Sydney |

| 12 september 1999 |       |               |        |
| Australië         | 4 – 0 | Nieuw-Zeeland | Sydney |
|                   |       |               | Sydney |

Eindrangschikking
| Rang   | Land          |
| ------ | ------------- |
| Goud   | Australië     |
| Zilver | Nieuw-Zeeland |

Australië (m, v) & Nieuw-Zeeland (v) 1999 · 
Australië (m) & Nieuw-Zeeland (v) 2001 · 
Australië (m) & Nieuw-Zeeland (m, v) 2003 · 
Suva (m) & Australië (v) & Nieuw-Zeeland (v) 2005 · 
Buderim 2007 · 
Invercargill 2009 · 
Hobart 2011 · 
Stratford 2013 · 
Stratford 2015 · 
Sydney 2017 · 
Rockhampton 2019